# Camera Serial Interface
La Camera Serial Interface (signifiant en anglais interface série pour caméra, CSI) ou encore MIPI-CSI est un standard d'interface électronique entre une caméra (un capteur ou une source vidéo) et un microprocesseur, défini par le MiPi. Cette interface est notamment très utilisé sur les systèmes embarqués, des systèmes mobiles, tels que les smartphones ou encore dans les kits de développement électroniques à base de microcontrôleur, tels que les objets connectés. Le Camera Command Set (signifiant en l'anglais jeu de commandes pour caméra, CCS) ou encore MIPI-CCS est un standard associé servant à envoyer des commandes de contrôle au périphérique d'entrée vidéo.
Les commandes CCS sont envoyées au récepteur, via un bus I²C. Un bus sert à envoyer les signaux d'horloge et un autre à recevoir les données récupérées par le dispositif vidéo.